# 가시고백
가시고백은 김려령이 2012년 발표한 장편소설이다.
자기도 모르게 물건을 훔치는 소년, 해일과 그 친구들-진오, 지란, 다영을 중심으로 각자의 마음 속에 맺힌 아픈 고백을 드러내고 치유하는 이야기를 담고 있다. 출간 직후 2012년 군포의 책, 2012 울산 북구의 책으로 선정되는 등 전국적인 관심과 호응을 얻고 있는 작품이다.